# 罗斯基勒音乐节
罗斯基勒音乐节（Roskilde Festival）是每年在丹麦罗斯基勒市举行为期八天的音乐和艺术的音乐节，它是欧洲大型音乐节之一，与格拉斯顿伯里当代表演艺术节、Rock am Ring和Exit音乐节齐名。首届罗斯基勒音乐节始于1971年。1972年，罗斯基勒基金会运作这个音乐节，把它作为音乐、文化 和人文主义推广和支持的一个非盈利性组织。它是丹麦首个以纯音乐为主的节日，起初为嬉皮士而办但是永不畏变革，现今它延伸到斯堪的纳维亚的主流青年和欧洲其他地区的人们。
該音樂節曾於2020年受2019冠狀病毒病疫情影響停辦一屆。

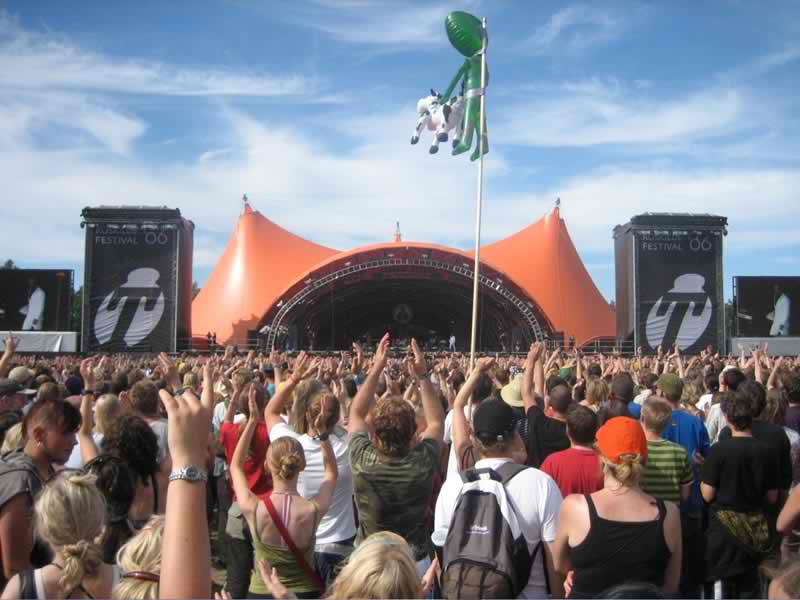
2006年罗斯基勒音乐节Kaizers Orchestra在主舞台表演

## 关联項目
- 西南偏南
- 格拉斯顿伯里当代表演艺术节
- Lollapalooza
- Rock am Ring